# Csepel SC
Csepel Futball Club (Csepel FC, Csepel Budapeszt) – węgierski klub piłkarski z siedzibą w Budapeszcie, na wyspie o tej nazwie na Dunaju. Zespół cztery razy zdobywał mistrzostwo Węgier. Obecnie klub uczestniczy w rozgrywkach BLSZ I – 4 poziom.

## Historia

### Chronologia nazw
- 1912: Csepeli Testedzők Köre (TK)
- 1932: Csepel FC
- 1937: Weisz Manfréd Football Club (WMFC)
- 1944: Csepeli FC
- 1944: Csepeli Munkás Testedző Kör (TK)
- 1949: Csepeli Vasas Testedző Kör (TK)
- 1951: Csepeli Vasas SK
- 1956: Csepel SC
- 1957: Csepeli Vasas
- 1958: Csepel SC
- 1995: Csepel Sport Club
- Csepel FC SE
- 2007: Csepel Football Club (FC)
- 2010: Csepel Futball Club (FC)

### Powstanie klubu
W 1912 r. powstał jako Csepeli Testedző Kör (CsTK). W 1932 r. klub stał się profesjonalny, zmienił nazwę na Csepel FC (czyt. Czepel) i grał w II lidze.
W 1938 r. klub przejęły zakłady „Manfred Weiss”. Csepel szybko awansował do I ligi, stając się czołowym zespołem kraju. Zmienił też nazwę na Weiss Manfred FC Csepel. Zespół jest popierany przez władze ówczesnych Węgier. Drużyna zdobywa dwa mistrzostwa w latach 1942, 1943.

### Okres powojenny
Po 1944 r. klub powraca do swej starej nazwy. Mimo dobrych układów ze Strzałokrzyżowcami komunizm nie niszczy klubu ze względu na jego robotniczy charakter i oparcie sponsorskie w pobliskim zakładzie. Zbudowany zostaje mit „czerwonego Csepela”, którego robotnicy zwalczali poprzedni ustrój w imię socjalizmu. W 1948 r. Csepel sięga po trzeci tytuł. W decydującym spotkaniu pokonuje 4:3 FTC na własnym stadionie w obecności 34 tys. widzów.
W 1950 r. miasto Csepel zostaje włączone do Budapesztu, stąd 3 pierwsze tytuły wlicza się dziś Budapesztowi.
Sezon 1958/59 przyniósł ostatnie jak dotąd mistrzostwo.
W sezonie 1959/60 jako mistrz kraju wystartował w Pucharze Mistrzów. Trafił na tureckie Fenerbahçe SK, z którym zremisował na wyjeździe 1:1 i niespodziewanie uległ u siebie 2:3.
W następnych latach Csepel Budapeszt był przeważnie mocnym średniakiem ligowym. W miarę regularnie w ekstraklasie występował do 1997 roku. Później zaczął się regres. 

### Ostatnie lata - okres niższych lig
W 2000 r. seniorzy III.Kerulet włączeni zostali do Csepela. Połączone siły obu klubów grały w NB II przez dwa sezony, gdy nastąpił spadek do III ligi, wówczas kluby znów rozdzieliły swe sekcje seniorskie. Csepel nie miał seniorów przez 4 następne sezony, gdy przed sezonem 2006/07 połączył się z Lang SC i wygrał 4 ligę. Od sezonu 2007/08 gra pod starą nazwą. W sezonie 2018/19 Csepel spadł na 4 poziom do pierwszej ligi Budapesztu - BLSZ I. Po pięciu sezonach w czerwcu 2024 r. zespół powrócił do NB III . 

## Sukcesy
- Nemzeti Bajnokság I
  - mistrzostwo (4) 1941/1942, 1942/1943, 1947/1948, 1958/1959
- III miejsce (2): 1945, 1945/1946

## Europejskie puchary
Legenda do wszystkich tabel:
- Q – runda eliminacyjna, 1/16, 1/8, 1/4, 1/2 – odpowiednia faza rozgrywek, Grupa – runda grupowa, 1r gr – pierwsza runda grupowa, 2r gr – druga runda grupowa, F – finał, R – runda, PO – play-off
- k. – rzuty karne, los. – losowanie, Dogr. – dogrywka, w. – zasada bramek strzelonych na wyjeździe

| Sezon   | Rozgrywki     | Runda | Klub          | Dom | Wyjazd | Ogólnie |
| ------- | ------------- | ----- | ------------- | --- | ------ | ------- |
| 1959/60 | Puchar Europy | Q     | Fenerbahçe SK | 2–3 | 1–1    | 3–4     |